# 柴桑区
柴桑区（さいそう-く）は中華人民共和国江西省九江市に位置する市轄区。

## 歴史
589年（開皇9年）、隋朝により設置された尋陽県を前身とする。598年（開皇18年）に彭蠡県、606年（大業2年）に湓城県と改称された。
唐代になると621年（武徳4年）に尋陽県と改称され、江州の州治とされた。五代十国時代になると南唐により徳化県と改称され、清末までこの名称が使用された。中華民国が成立すると、重複地名の解消を目的に1914年（民国3年）に九江県と改称された。2017年8月に市轄区の柴桑区に改編され現在に至る。

## 行政区画
- 街道:沙河街道、獅子街道、城門街道、潯南街道
- 鎮:馬回嶺鎮、江洲鎮、城子鎮、港口街鎮、新合鎮
- 郷:永安郷、湧泉郷、新塘郷、岷山郷

## 交通

### 航空
- 九江廬山空港（中国語版）

### 鉄道
- 中国鉄路総公司
  - 武九旅客専用線、昌九都市間鉄道、京九線、武九線
    - 廬山駅

### 道路
- 高速道路
  - 杭瑞高速道路
  - 福銀高速道路
  - S37 九江環状高速道路
- 国道
  - G105国道

## 出身者
- 魏道明 - 中華民国（台湾）の政治家。司法行政部長、台湾省政府主席、外交部長。旧・徳化県出身。